# Bruno Mauricio de Zabala
Bruno Mauricio de Zabala Cortázar Churruca y Estarte (Durango de Vizcaya, España, 6 de octubre de 1682 - río Paraná de la gobernación del Río de la Plata, 31 de enero de 1736) era un militar español que ejerció como gobernador rioplatense desde 1717 hasta 1734 y brevemente en forma interina en 1723 también como gobernador del Paraguay, siendo este último cargo el que volvería a ocupar en el año 1735. Es considerado el fundador de la ciudad de Montevideo, ciudad capital de Uruguay.

## Biografía

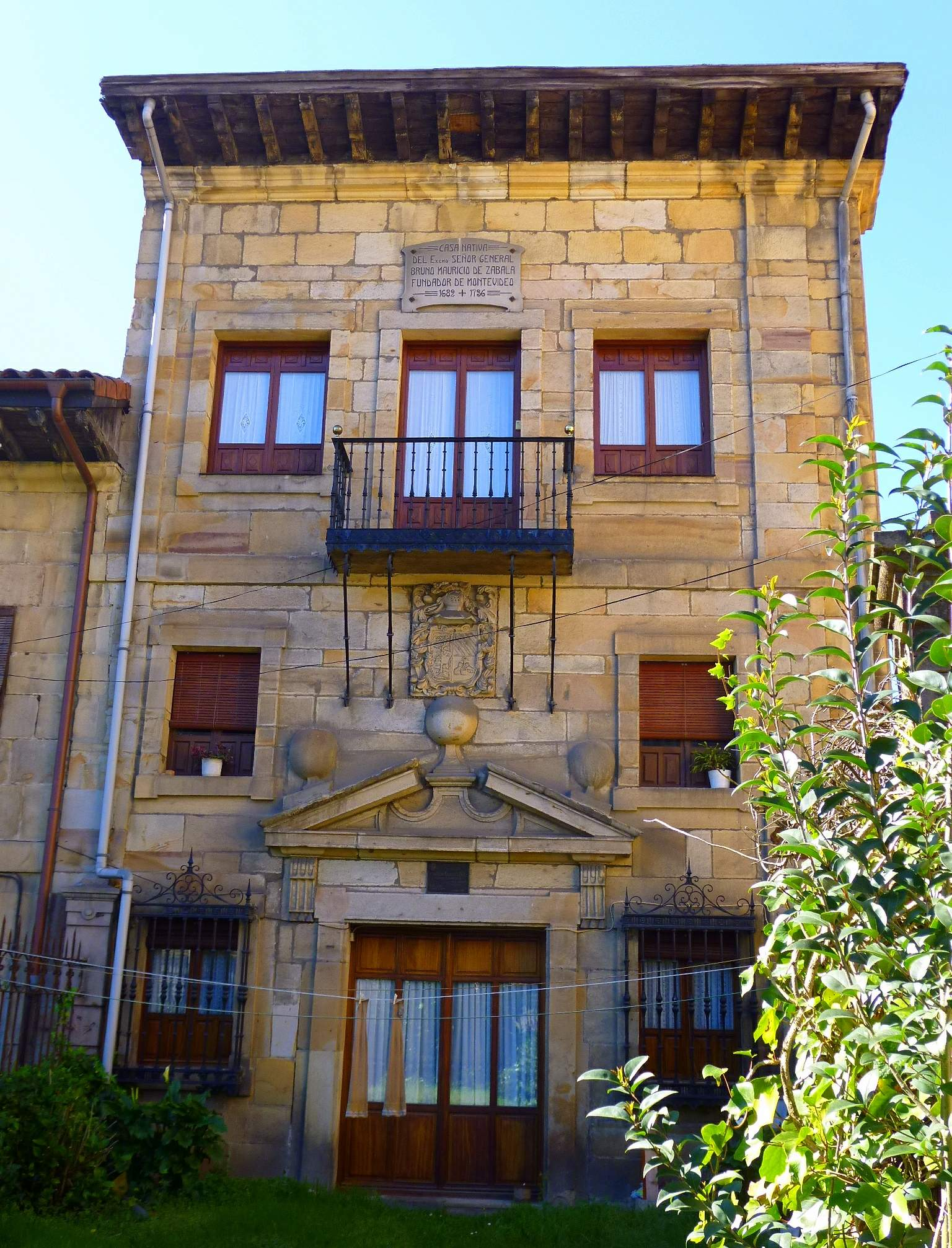
Casa natal de Bruno Mauricio de Zabala en Durango.

Nació en el arrabal de Zabala, situado a las afueras de la villa de Durango (actualmente integrado en el casco urbano de esta localidad), en la provincia de Vizcaya (País Vasco, España). Su casa natal se conserva en la actualidad y sobre uno de sus muros pueden apreciarse dos placas conmemorativas de su labor fundacional allende los mares. 
Era hijo de Nicolás Ibáñez de Zabala, conocido en Durango como "el Gobernador", quien tras haber ejercido cargos en la administración colonial en el Virreinato del Perú había regresado a su localidad natal de Durango, con una buena fortuna y una destacada posición social. Nicolás fue alcalde de Durango en 2 ocasiones. 
A los 50 años de edad se casó con Catalina de Gortázar, que era 26 años más joven que él y de este matrimonio nació dos años más tarde, Bruno Mauricio de Zabala en 1682. Bruno Mauricio quedó huérfano de padre a los tres años de edad y pasó la niñez y adolescencia en su villa natal. 
A los 19 años de edad comenzó una brillante carrera militar. Participó en la Guerra de Sucesión Española (1701-1713) en el bando del pretendiente Felipe V. Fueron numerosos los hechos de armas en los que participó durante esta larga guerra: las Campañas de Flandes, el Sitio de Gibraltar (1704-1705), el Ataque de San Mateo y toma de Villarreal en el Maestrazgo, etc.. En el Sitio de Lérida (1707) perdió un brazo. En la Batalla de Zaragoza (1710) estando herido, cayó prisionero, pero logró fugarse.
Una vez finalizada la guerra y en recompensa por los servicios prestados, el nuevo monarca Felipe V ascendió al cargo de mariscal de campo a Bruno Mauricio de Zabala, antes de que hubiera llegado a cumplir los 35 años de edad. Además de eso fue nombrado gobernador y capitán general del Río de la Plata.

### Gobernador del Río de La Plata (1717-1734)
Bruno Mauricio de Zabala fue el gobernador que más tiempo permaneció al frente de la Gobernación del Río de La Plata a lo largo de su historia, más de 16 años y medio.
Tomó posesión de su cargo de gobierno en Buenos Aires el 11 de julio de 1717. La situación que encontró a su llegada era complicada. El Río de La Plata era una zona de fricción entre los intereses españoles, ingleses, franceses y portugueses. Aunque la Corona Española consideraba todo el territorio bajo su soberanía había perdido el control sobre la Banda Oriental. Piratas franceses habían ocupado Maldonado y Castillejos en la Banda Oriental y en virtud del Tratado de Utrecht España había tenido que devolver la Colonia del Sacramento, también en la Banda Oriental, a Portugal. Ingleses, franceses y portugueses hacían continuos saqueos y desembarcos en la zona. Las tropas coloniales españolas que debían repeler estos ataques mostraban un alto grado de relajación e indisciplina.
La primera tarea de Zabala fue revertir esta situación. En primer lugar consiguió desalojar a los franceses, tras luchar con ellos y capturar dos de sus buques. Para evitar que los franceses volvieran a asentarse en dicho lugar ordenó construir el Fuerte de San José. 
En cuanto a los portugueses no podía desalojarlos de la Colonia del Sacramento, ya que el Tratado de Utrecht los amparaba, pero si evitar que su influencia se extendiera por el resto de la Banda Oriental.
A finales de 1723 unos 300 soldados de infantería de la Armada Portuguesa, procedentes de Río de Janeiro, desembarcaron en el puerto de Montevideo y comenzaron a fortificar en la bahía. Enterado de este hecho, Zabala se puso al frente de una flotilla de tres naves que partió de Buenos Aires hacia Montevideo con intención de desalojar a los portugueses. Los portugueses, en inferioridad numérica decidieron retirarse. Zabala decidió proseguir con la fortificación de Montevideo y dejó una guarnición de diez cañones, doce soldados españoles y mil indios para defender la plaza. El 20 de diciembre de 1724 se confeccionó un padrón de habitantes y, finalmente, el 24 de diciembre se trazó un plano delineatorio y se la designó como San Felipe de Montevideo, nombre que posteriormente sería abreviado en Montevideo. Fue en honor al Rey de España Felipe V. Con el tiempo como se celebraba la fiesta de San  Felipe y Santiago, terminó como si hubiera sido fundada Montevideo con esos dos nombres. Según el padrón oficial, en sus orígenes estuvo compuesta por cincuenta familias de origen canario. Más 1000 tapes (guaraníes) a los que posteriormente se sumarán africanos de origen bantú como esclavos. En diciembre de 1726, Montevideo adquirió el estatus de ciudad. Bruno Mauricio de Zabala es considerado generalmente como el fundador de la futura capital del Uruguay.
En 1717 fue nombrado capitán general del Río de la Plata, donde reprimió la piratería y se enfrentó a los portugueses, que se querían adueñar de la ribera oriental de La Plata. Para defender la zona de los ataques de Portugal, levantó un fuerte en 1723, que se convirtió en el núcleo que daría origen a la ciudad de San Felipe y Santiago de Montevideo, la futura capital de Uruguay. También fue nombrado capitán general de Chile en 1731, aunque no llegó a tomar posesión del cargo.

### Gobernador del Paraguay (1725 y 1735-36)

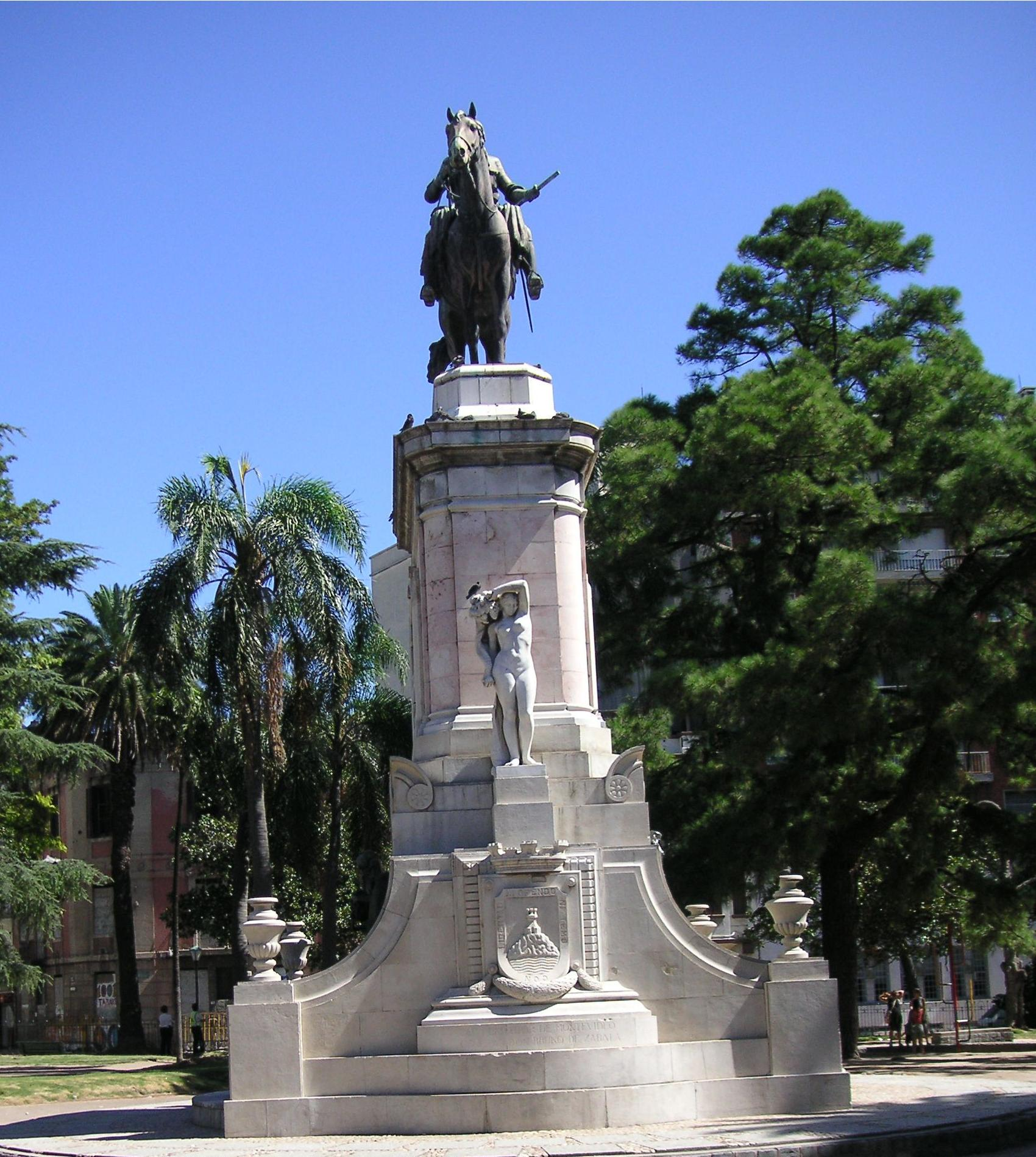
Monumento en honor de Bruno Mauricio de Zabala en el centro de la Plaza Zabala, en Montevideo. Obra del escultor Lorenzo Coullaut Valera.

En 1725 el virrey del Perú, Marqués de Castelfuerte, ordenó a Zabala que sofocara la rebelión denominada como Segunda revolución comunera de Paraguay, que lideraba José de Antequera y Castro en Asunción. Zabala fue comisionado por el virrey para que acudiera a Asunción, apresara al gobernador Antequera y nombrara un nuevo gobernador del Paraguay. Zabala formó un ejército en Misiones con contingentes de indios tapes y se presentó al frente del mismo el 29 de abril de 1725 en Asunción. Su mera presencia bastó para Antequera huyera y Zabala entró sin resistencia en la ciudad asumiendo de forma interina la autoridad de la gobernación. El 4 de mayo nombró como nuevo gobernador a Martín de Barúa antes de regresar a Buenos Aires. 
La revolución comunera del Paraguay no acabó, sin embargo, con la intervención de Zabala, ya que volvió a azuzarse en 1731 cuando llegó a Asunción la noticia de que Antequera y Juan de Mena, líderes huidos de la revuelta habían sido condenados a muerte y ejecutados en Lima. Los comuneros volvieron a alzarse en armas y en un enfrentamiento armado en 1733 acabaron con la vida del recién nombrado gobernador del Paraguay, Agustín de Ruiloba. 
Mientras tanto, por su brillante desempeño al frente del Río de La Plata, Zabala había sido ascendido a teniente general de los Reales Ejércitos y Caballero de la Orden de Calatrava. En 1734 se le premió siendo nombrado Capitán General del Reino de Chile. Miguel de Salcedo le sustituyó como Gobernador del Río de la Plata el 23 de marzo de 1734. Sin embargo, antes de posesionarse en su cargo en Chile, le fue encomendada la tarea de acabar definitivamente con el levantamiento comunero paraguayo.
Zabala tuvo que acudir por segunda vez desde Buenos Aires a Paraguay para sofocar una rebelión. En esta ocasión la campaña fue mucho más dura y penosa. Asumió el gobierno del Paraguay por segunda vez y en 1735 Zabala venció finalmente a los comuneros en Tavapy. Zabala logró pacificar la provincia no sin implantar medidas extremas como la ejecución o destierro de varios líderes comuneros, la derogación de la Real Provisión de 1538, la prohibición de cualquier junta en la provincia, etc. 
Una vez cumplida su misión, cuando regresaba a Buenos Aires en barco, para trasladarse desde ahí (a caballo) a Santiago de Chile, sufrió un ataque cerebrovascular que acabó con su vida a los 53 años. Este hecho se produjo el 31 de enero de 1736, en la aldea y puerto de San José Mí (actual pueblo de Ayolas, en la orilla norte del río Paraná), en la actual Paraguay.
| Predecesor: Baltazar García Ros           | Gobernador del Río de la Plata 1717 - 1734 | Sucesor: Miguel de Salcedo      |
| Predecesor: José de Antequera y Castro    | Gobernador del Paraguay (interino) 1725    | Sucesor: Martín de Barúa        |
| Predecesor: Cristóbal Domínguez de Ovelar | Gobernador del Paraguay 1735 - 1736        | Sucesor: José Martín de Echauri |